# Pixeline Skolehjælp: Lær om Kroppen – Rejsen til kroppens indre
 Pixeline Skolehjælp: Lær om Kroppen – Rejsen til kroppens indre  er det tolvte spil i Pixeline Skolehjælp serien. Spillet er fra 2007 og er udgivet af Krea Media. 
Historien starter med at Pixeline skal hjælpe nogle rumvæsner med at forstå den menneskelige krop. I rumskibet kan Pixeline prøve fem forskelige minispil som handler om kroppen opbygning, som bl.a. omhandler hjerne, sanserne, kredsløbet og fordøjelsen. I minispillene skal man finde de billeder der passere til bestemte lyde, placere knogler på en tegning af et menneske, og styre iltmolekyle gennem blodårene. 
Til sidst når man har klaret det og har hjulpet rumvæserne, vinder man spillet.